# Flughafen Jessore

i8
i11
i13
Der Flughafen Jashore (bengalisch যশোর বিমানবন্দর, englisch Jashore Airport, IATA-Code: JSR, ICAO-Code: VGJR) (zuvor bekannt alsFlughafen Jessore) ist ein kleiner Inlandsflughafen in der gleichnamigen Stadt Jessore im Westen von Bangladesch. Der Flughafen wird durch die Civil Aviation Authority of Bangladesh betrieben. Einziger Zielflughafen ist der 145 Kilometer entfernte Flughafen Dhaka. Im Jahr 2011/12 wurden 87.142 Passagiere und 2932 Tonnen Fracht in Jessore abgefertigt. Der Flughafen war damit der nach Umschlag viertgrößte in Bangladesch, allerdings mit weitem Abstand zu den drei internationalen Flughäfen Dhaka, Chittagong und Sylhet.
Schon im Zweiten Weltkrieg existierte im damaligen Britisch-Indien ein Flugfeld in Jessore, das unter anderem vom 8., 292. und 615. Geschwader der Royal Air Force genutzt wurde. Der Flughafen wurde im Unabhängigkeitskrieg 1971 schwer beschädigt, danach aber schnell wieder instand gesetzt. 1982 wurde die Start- und Landebahn verlängert und 2007 erhielt sie einen neuen Asphaltbelag.

## Fluggesellschaften
Die im Folgenden genannten Fluggesellschaften fliegen den Flughafen an. Pro Tag gibt es etwa vier Passagierflüge (Stand: 01/2016).
- US-Bangla Airlines
- United Airways (BD)
- NovoAir
- Biman Bangladesh Airlines